# Vacquières
Vacquières este o comună în departamentul Hérault din sudul Franței. În 2009 avea o populație de 420 de locuitori.

## Evoluția populației
| An        | 1975 | 1982 | 1990 | 1999 | 2006 | 2009 |
| --------- | ---- | ---- | ---- | ---- | ---- | ---- |
| Populație | 174  | 191  | 231  | 293  | 390  | 420  |